# Nemotelus subuliginosus
Nemotelus subuliginosus är en tvåvingeart som beskrevs av Rudolf Rozkošný 1974. 
Nemotelus subuliginosus ingår i släktet Nemotelus och familjen vapenflugor. Artens utbredningsområde är Marocko. Inga underarter finns listade i Catalogue of Life.